# گمینا تومیتسه
گمینا تومیتسه (به لهستانی:  Gmina Tomice) یک گمینا در لهستان است که در شهرستان وادوویتسه واقع شده‌است. گمینا تومیتسه ۴۱٫۷۳ کیلومتر مربع مساحت و ۷٬۲۳۲ نفر جمعیت دارد.